# Anund Stensson (Ulv)
Anund Stensson (Ulv), död 1580, var en svensk häradshövding.

## Biografi
Anund Stensson (Ulv) var son till Sten Bengtsson (Ulv) och Kerstin Anundsdotter (Ulfsax). Han nämns första gången 1560 och förde från 1564 befäl över en fana Smålandsryttare. Under en vis tid tulpurerade han som ryttmästare. Anund Stensson var från 1567 till 1571 häradshövding i Hulterstads härad och från 1567 till 1580 häradshövding i Möckleby härad Han avled 1580 och begravdes i Västerljungs kyrka.

### Egendom
Anund Stensson innehade sätesgården Stävlö i Åby socken.

### Familj
Anund Stensson var gift med Estrid Krumme, dotter till riksrådet Nils Krumme och Margareta Siggesdotter (Sparre af Rossvik). De fick tillsammans sonen Sten Anundsson. Efter Anund Stenssons död gifte hon om sig med Jakob von Burgsdorf.